# Тіменко Олександр Вячеславович
Олекса́ндр Вячесла́вович Тіме́нко — український режисер-постановник та режисер монтажу. Відомий передусім за серіалами «Анна Герман» (2012) та «Спіймати Кайдаша» (2020). Як актор виконує епізодичні ролі або ролі другого плану.

## Фільмографія
| Рік  |    | Українська назва                    | Оригінальна назва                | Примітки                       | Дж.   |
| ---- | -- | ----------------------------------- | -------------------------------- | ------------------------------ | ----- |
| 2008 | тф | Кохання на асфальті                 | Любовь на асфальте               | режисер                        | [ 1 ] |
| 2010 | мс | 1942                                | 1942                             | актор: епізодична роль         | [ 2 ] |
| 2011 | с  | Ластівчине гніздо                   | Ласточкино гнездо                | режисер актор: таксист         | [ 1 ] |
| 2012 | с  | Захисниця                           | Защитница                        | режисер                        | [ 1 ] |
| 2012 | с  | Анна Герман. Таємниця білого янгола | Анна Герман. Тайна белого ангела | режисер                        | [ 1 ] |
| 2013 | с  | Агент                               | Агент                            | актор: епізодична роль         | [ 2 ] |
| 2015 | мс | Все одно ти будеш мій               | Всё равно ты будешь мой          | режисер                        | [ 1 ] |
| 2015 | с  | На трьох                            | На троих                         | режисер                        | [ 3 ] |
| 2016 | с  | Мереживо долі                       | Нити судьбы                      | режисер актор: епізодична роль | [ 1 ] |
| 2016 | мс | Катерина                            | —                                | режисер                        | [ 1 ] |
| 2017 | с  | Зустрічна смуга                     | Встречная полоса                 | режисер                        | [ 1 ] |
| 2017 | ф  | Кіборги                             | —                                | актор: Фенікс                  | [ 2 ] |
| 2018 | с  | Стоматолог                          | Стоматолог                       | режисер актор: епізодична роль | [ 1 ] |
| 2018 | мс | Шанс на кохання                     | Шанс на любовь                   | режисер                        | [ 1 ] |
| 2019 | с  | У неділю рано зілля копала          | Цыганка                          | режисер                        | [ 1 ] |
| 2020 | мс | Діда Мороза не буває                | —                                | режисер                        | [ 4 ] |
| 2020 | с  | Спіймати Кайдаша                    | —                                | режисер актор: ветеринар       | [ 1 ] |
| 2021 | мс | Кольоротерапія кохання              | Цветотерапия любви               | режисер                        | [ 5 ] |
| 2021 | с  | Таємне кохання. Повернення          | Тайная любовь. Возвращение       | режисер                        | [ 6 ] |

## Нагороди
| Рік  | Нагорода                                  | Категорія                                                                       | Номіновані                             | Результат | Дж.    |
| ---- | ----------------------------------------- | ------------------------------------------------------------------------------- | -------------------------------------- | --------- | ------ |
| 2013 | Телетріумф                                | Режисер/постановник (режисерська група) телевізійного художнього фільму/серіалу | Олександр Тіменко («Анна Герман»)      | Перемога  | [ 7 ]  |
| 2016 | Телетріумф                                | Телевізійний художній фільм/мінісеріал                                          | «Все одно ти будеш мій»                | Номінація | [ 8 ]  |
| 2017 | Телетріумф                                | Режисер-постановник телефільму (до 4-х серій)                                   | Олександр Тіменко («Катерина»)         | Номінація | [ 9 ]  |
| 2020 | Знято в Україні. TV: найкраще за 10 років | Режисери-постановники (глядацький рейтинг)                                      | Олександр Тіменко («Спіймати Кайдаша») | Перемога  | [ 10 ] |
| 2021 | Золота дзиґа                              | Найкращий ігровий серіал                                                        | «Спіймати Кайдаша»                     | Перемога  | [ 11 ] |